# ساوث فلورال بارك (نيويورك)
ساوث فلورال بارك (بالإنجليزية: South Floral Park, New York)‏ هي منطقة سكنية تقع في الولايات المتحدة في مقاطعة ناسو، نيويورك. يقدر عدد سكانها بـ 1,764 نسمة ومساحتها 0.3 كم2 وترتفع عن سطح البحر 21 متر.

## التركيبة السكانية
حدّد مكتب تعداد الولايات المتحدة بيانات التركيبة السكانية لساوث فلورال بارك في تعداد الولايات المتحدة. في ما يلي، التركيبة السكانية حسب تعدادي 2000 و2010.

### تعداد عام 2000
بلغ عدد سكان ساوث فلورال بارك 1,578 نسمة بحسب تعداد عام 2000، وبلغ عدد الأسر 456 أسرة وعدد العائلات 383 عائلة مقيمة في القرية. في حين سجلت الكثافة السكانية 6,312 نسمة لكل كيلومتر مربع (16,348.0/ميل2). وبلغ عدد الوحدات السكنية 462 وحدة بمتوسط كثافة قدره 1,848 لكل كيلومتر مربع (4,786.3/ميل2).
وتوزع التركيب العرقي للقرية بنسبة 22.18% من البيض و59.06% من الأمريكيين الأفارقة و0.25% من الأمريكيين الأصليين و3.80% من الأمريكيين ذوي الأصول الآسيوية و6.15% من الأعراق الأخرى و8.56% من عرقين مختلطين أو أكثر و13.56% من الهسبانيون أو اللاتينيون من أي عرق.
بلغ عدد الأسر 456 أسرة كانت نسبة 46.1% منها لديها أطفال تحت سن الثامنة عشر تعيش معهم، وبلغت نسبة الأزواج القاطنين مع بعضهم البعض 54.8% من أصل المجموع الكلي للأسر، ونسبة 22.1% من الأسر كان لديها معيلات من الإناث دون وجود شريك، بينما كانت نسبة 7% من الأسر لديها معيلون من الذكور دون وجود شريكة وكانت نسبة 16% من غير العائلات. تألفت نسبة 12.3% من أصل جميع الأسر من عدة أفراد يعيشون في نفس المنزل ونسبة 5.9% كانت تتألف من شخص يعيش بمفرده يبلغ من العمر 65 عاماً أو أكثر. وبلغ متوسط حجم الأسرة المعيشية 3.46، أما متوسط حجم العائلات فبلغ 3.72.
بلغ العمر الوسطي للسكان 36.3 عاماً. وكانت نسبة 26.7% من القاطنين تحت سن الثامنة عشر، وكانت نسبة 7.9% بين الثامنة عشر والرابعة والعشرين عاماً، ونسبة 28.5% كانت واقعةً في الفئة العمرية ما بين الخامسة والعشرين والرابعة والأربعين عاماً، ونسبة 25% كانت ما بين الخامسة والأربعين والرابعة والستين، ونسبة 11.9% كانت ضمن فئة الخامسة والستين عاماً فما فوق. يوجد لكل 100 أنثى 97.0 ذكر، ويوجد لكل 100 أنثى في الثامنة عشر من عمرها فما فوق 87.8 ذكر.
بلغ متوسط دخل الأسرة في القرية 64,205 دولارًا، أما متوسط دخل العائلة فبلغ 68,000 دولارًا. وكان متوسط دخل الذكور 36,250 دولارًا مقابل 37,292 دولارًا للإناث. وسجل دخل الفرد الخاص بالقرية 21,091 دولارًا. وكانت نسبة 0.8% من العائلات ونسبة 2.8% من السكان تحت خط الفقر، وكان من هؤلاء نسبة 1.2% تحت سن الثامنة عشر ونسبة 6.2% في الخامسة والستين من العمر وما فوق.

### تعداد عام 2010
بلغ عدد سكان ساوث فلورال بارك 1,764 نسمة بحسب تعداد عام 2010، وبلغ عدد الأسر 530 أسرة وعدد العائلات 440 عائلة مقيمة في القرية. في حين سجلت الكثافة السكانية 7,056 نسمة لكل كيلومتر مربع (18,275.0/ميل2). وبلغ عدد الوحدات السكنية 569 وحدة بمتوسط كثافة قدره 2,276 لكل كيلومتر مربع (5,894.8/ميل2).
وتوزع التركيب العرقي للقرية بنسبة 22.22% من البيض و57.48% من الأمريكيين الأفارقة و0.96% من الأمريكيين الأصليين و7.94% من الأمريكيين ذوي الأصول الآسيوية و6.29% من الأعراق الأخرى و5.10% من عرقين مختلطين أو أكثر و17.91% من الهسبانيون أو اللاتينيون من أي عرق.
بلغ عدد الأسر 530 أسرة كانت نسبة 41.5% منها لديها أطفال تحت سن الثامنة عشر تعيش معهم، وبلغت نسبة الأزواج القاطنين مع بعضهم البعض 51.7% من أصل المجموع الكلي للأسر، ونسبة 24.7% من الأسر كان لديها معيلات من الإناث دون وجود شريك، بينما كانت نسبة 6.6% من الأسر لديها معيلون من الذكور دون وجود شريكة وكانت نسبة 17% من غير العائلات. تألفت نسبة 13.4% من أصل جميع الأسر من عدة أفراد يعيشون في نفس المنزل ونسبة 5.8% كانت تتألف من شخص يعيش بمفرده يبلغ من العمر 65 عاماً أو أكثر. وبلغ متوسط حجم الأسرة المعيشية 3.33، أما متوسط حجم العائلات فبلغ 3.60.
بلغ العمر الوسطي للسكان 37.3 عاماً. وكانت نسبة 24% من القاطنين تحت سن الثامنة عشر، وكانت نسبة 10.7% بين الثامنة عشر والرابعة والعشرين عاماً، ونسبة 26.3% كانت واقعةً في الفئة العمرية ما بين الخامسة والعشرين والرابعة والأربعين عاماً، ونسبة 26% كانت ما بين الخامسة والأربعين والرابعة والستين، ونسبة 13% كانت ضمن فئة الخامسة والستين عاماً فما فوق. وتوزع التركيب الجنسي للسكان بنسبة 46.5% ذكور و53.5% إناث.